# The 3rd World
The 3rd World è un album in studio del rapper statunitense Immortal Technique e del DJ statunitense DJ Green Lantern, pubblicato nel 2008 dalla Viper Records.

## Tracce
1. Death Match – 2:57
2. That's What It Is – 4:34
3. Golpe de Estado (feat. Temperamento & Veneno) – 4:36
4. Harlem Renassaince – 4:03
5. Lick Shots (feat. Crooked I & Chino XL) – 4:44
6. Apocrypha – 0:42
7. The 3rd World – 4:44
8. Hollywood Driveby (feat. The Psycho Realm & Sick Symphonies) – 6:44
9. Reverse Pimpology (feat. Mojo) – 4:30
10. Open Your Eyes – 5:15
11. Payback (feat. Diabolic & Ras Kass) – 4:26
12. Adios Uncle Tom (Skit) – 0:40
13. Stronghold Grip (feat. Poison Pen & Swave Sevah) – 4:03
14. Mistakes – 3:24
15. Parole – 3:59
16. Crime of the Heart (feat. Maya Azucena) – 8:33 – contiene le tracce fantasma Apocalypse (feat. Akir & Pharoahe Monch), Watchout e Rebel Arms (feat. J. Arch & Da Circle)

## Classifiche
| Classifica (2013)         | Posizione massima |
| ------------------------- | ----------------- |
| Stati Uniti               | 99                |
| Stati Uniti (r&b/hip-hop) | 36                |
| Stati Uniti (independent) | 10                |